# ويليام إل. هدسون
ويليام إل. هدسون (بالإنجليزية: William L. Hudson)‏ هو مستكشف وضابط أمريكي، ولد في 11 مايو 1794 في بروكلين في الولايات المتحدة، وتوفي في 15 أكتوبر 1862.